# Andrea Busiri Vici (1903-1989)
Andrea Busiri Vici (Roma, 1903 – Roma, 3 aprile 1989) è stato un architetto e storico dell'arte italiano.

## Biografia
Nato a Roma il 1903, figlio di Carlo Maria, ingegnere e architetto, e di Francesca Gigliesi (Roma, 1863-1952). La lunga carriera di Andrea Busiri Vici è indissolubilmente legata alla collaborazione con i fratelli maggiori, Clemente e Michele, con i quali ha diviso lo studio di Roma in via Paisiello. Con loro, ha sviluppato quello "stile Busiri Vici" tanto in voga negli anni '40 e '50. Il grande interesse per la storia dell'arte hanno portato Andrea Busiri Vici alla realizzazione di alcune importanti monografie sui vedutisti del '600 e '700 tra cui Van Bloemen e Locatelli. 
Sposò la scrittrice, pittrice e scultrice Aleksandra Vasil'evna Olsuf'eva nota come Assia Olsoufieff (1906-1989), scappata dalla Russia con la sua famiglia in seguito alla Rivoluzione bolscevica. Assia era nata a Firenze, dove la famiglia possedeva una villa comprata dal nonno paterno, da Vasilij Alekseevič Olsuf'ev (1872-1925), colonnello di cavalleria a sua volta figlio di Aleksej Vasil'evič Olsuf'ev (1831–1915) e di Aleksandra Andreevna Miklaševskaja (1846-1929) e da Ol'ga Pavlovna Šuvalova (1882-1939). La sua famiglia si era stabilita a Firenze a partire dal 1919. Dal loro matrimonio nascono il figlio Paolo (1931) e le figlie Barbara Alessandra (1929), Maria Cristina (1936) e Antonia Marta (1939). I fratelli di Assia erano: Marija Vasil'evna Olsuf'eva (1907-1988), moglie di Marco Guglielmo Michahelles; Dar'ja Vasil'evna Olsuf'eva (1909-1963), moglie di Junio Valerio Borghese; Ol'ga Vasil'evna Olsuf'eva (1912-1973), sposatasi in prime nozze con Ruggero Alfredo Michahelles ed in seconde con Giovanni Corsini; Aleksej Vasil'evič Olsuf'ev (1913-1941), marito di Marcella Ferrari Conte.
Il Re Umberto II gli concesse il titolo ereditario di conte.

## Opere significative
- Palazzina Via Bruxelles 77, Roma, 1930-31
- Palazzina Via Bruxelles 47, Roma, 1931-35 (nel cui attico troverà sede il primo studio del fratello Michele Busiri Vici)
- Sede della Metro Goldwyn Mayer a Palazzo Corrodi, Roma, 1932-33
- Palazzina Via Bruxelles 43, Roma, 1934-37[2]
- Casa Bises a Via San Valentino, progetto in collaborazione con il fratello Michele, Roma, 1935-38
- Casa Cassis all'Aventino, Roma, 1936-37[3]
- Appartamento dell'attrice Luisa Ferida, Roma, 1937
- Appartamento di Secagno Ravà, Roma, 1937
- Appartamento Novacco, Trieste, 1937-38
- Villa Biffo oggi Villa dei Cedri, Merate (LC), 1937-38
- Istituto Nazionale Luce, collaborazione con A. Regagioli e R. Rustichelli al progetto del fratello Clemente, Roma 1937-40
- Appartamento Serena, progetto in collaborazione con i fratelli Clemente e Michele, Roma, 1937-38
- Casa Papa, Roma, 1938
- Appartamento Pavoncelli in Via Puccini, Roma, 1938-39
- Tomba Cassis al cimitero del Verano, Roma, 1939
- Padiglione Italiano alla New York World's Fair, collaborazione al progetto del fratello Michele, New York, 1939
- Villa La Busiriana, Fregene, 1939-40
- Appartamento Tocchi Moretti a Via Bertoloni, Roma, 1939-40
- Appartamento Vaselli in Piazza del Parlamento, Roma, 1940
- Garçonnière del Ministro degli Esteri Galeazzo Ciano, genero di Mussolini, Roma 1941-42
- Ristrutturazione del villino del Senatore Meraviglia a via Monti Parioli per la Legazione di Croazia, Roma, 1941-42
- Villa Parente, Capri, 1941-42
- Appartamento Crespi a Palazzo Colonna, Roma, 1946
- Negozio Fantasia, Roma, 1946
- Villa Benelli, Firenze, 1947
- Teatrino Lux Film, in collaborazione con il fratello Michele, Via Po, Roma, 1947
- Appartamento di don Francesco Ruspoli, Palazzo Ruspoli, Roma, 1946-47
- Appartamento Molinari, via Giulio Cesare, Roma, 1948
- Negozio Standard, via della Stamperia, Roma, 1948
- Casa Pietropoli, Fregene, 1948-49
- Club Open Gate, Roma, 1949-50
- Cinema Fiammetta, Roma, 1949-50
- Villa Paolozzi Spaulding, Roma, 1949-52
- Villa Matarazzo, Brasile, 1950-51
- Ristrutturazione dell'edificio Via Ludovisi 45, Roma, 1950-52
- Lietta's Shop, via Condotti, Roma, 1951
- Palazzina Balestra, Roma, 1951
- Villa Zavaglia, Ansedonia, 1951-52
- Appartamento Balella, Roma, 1952-53
- Villa Balella, Ansedonia, 1954-55
- Negozio Ibbas in collaborazione con il figlio Paolo, via Barberini, Roma, 1955
- La Bufalotta, Roma, 1957-58
- Villa Fre, Ansedonia, 1959
- Villa La Margherita, Ansedonia, 1960
- Villino Lia, La Spezia, 1960-61
- Casa Wald, Francoforte, 1964
- Casa Zeri, Mentana, 1964-67

## Pubblicazioni
- Giovanni Battista Busiri vedutista romano del '700, Ugo Bozzi Editore, Roma 1966
- I Poniatowski e Roma, Editrice Edam, Firenze 1971
- Jan Frans Van Bloemen "Orizzonte" e l'origine del paesaggio romano settecentesco, Ugo Bozzi Editore, Roma 1973
- Trittico paesaggistico romano '700, Paolo Anesi, Paolo Monaldi e Alessio De Marchis, Ugo Bozzi Editore, Roma 1975
- Andrea Locatelli, Ugo Bozzi Editore, Roma 1976
- Pieter, Hendrik e Giacomo Van Lint: tre pittori di Anversa del '600 e '700 lavorano a Roma, Ugo Bozzi Editore, Roma 1987